# Carrer de Sagunt
El carrer de Sagunt és una via urbana de la ciutat de València i un dels carrers més antics de la ciutat extramurs de la Ciutat Vella. Travessa de sud a nord el districte de La Saïdia, concretament els barris de Morvedre i de Sant Antoni, des del carrer del cronista Rivelles i la plaça de santa Mònica, front el pont dels Serrans fins a la plaça de don Bosco, just quan s'encreua amb l'avinguda de la Constitució i amb l'inici del'avinguda del primat Reig (antic camí de Trànsits).
Rep el nom de la ciutat de Sagunt, capital de la comarca del Camp de Morvedre, ja que aquest carrer és l'eixida natural de la ciutat de València cap al nord en direcció a aquestes terres. El carrer ha tingut nombroses denominacions oficials i populars al llarg dels segles, com ara Via Heràclia o Hercúlia, Via Augusta, camí de Morvedre, camí reial de Barcelona, camí reial de Saragossa, carretera de Barcelona o, més recentment, antiga carretera de Barcelona i carretera N-340.
A l'inici del carrer, hi ha una magnífica vista del pont dels Serrans i les torres dels Serrans, una visió molt semblant a la que tindrien els antics visitants a la capital del Túria. A més, es pot accedir a l'actual jardí del Túria. L'església de Santa Mònica, amb el seu campanar, marca l'inici del carrer. Edificis centenaris d'habitatges s'alternen amb nous habitatges o edificis en construcció. A l'altura del carrer de Ruaya, es troben visibles però no visitables les ruïnes ibèriques anteriors a la fundació romana de Valentia; per tant, són les restes més antigues que es poden contemplar a la ciutat. Més al nord, es troba l'església parroquial de Sant Llàtzer, antiga ermita que queda d'un primitiu hospital per a malalts de lepra. A la intersecció giratòria, hi ha la reproducció de la creu que marcava l'inici del camí de Montcada, i ja prop de la plaça de don Bosco trobem el col·legi salesià-Sant Antoni Abat, edificat sobre l'antic convent de Sant Antoni, i l'església parroquial de Sant Antoni. Davant aquest col·legi i just a la plaça de don Bosco, hi ha una escultura de bronze en homenatge a sant Joan Bosco, conegut com a don Bosco i fundador de la congregació salesiana. L'escultura va ser inaugurada l'any 1999 en commemoració del centenari dels salesians a València (1898-1998).
El carrer és travessat de sud a nord per diverses línies dels autobusos municipals de l'EMT, concretament les línies 6, 16, 26 i 36 (encara que la línia 26 arriba solament fins a la rotonda de l'encreuament amb el carrer de Maximilià Thous). MetroValencia té l'estació de Sagunt de la línia 4 del tramvia a l'altura dels carrers de l'actor Mora i de fra Pere Vives.

## Història
El traçat del carrer correspon al de l'antiga Via Augusta romana que connectava la capital de l'imperi, Roma, amb les columnes d'Hèrcules a la ciutat de Gades a l'estret de Gibraltar, passant per la costa mediterrània de la península Ibèrica i, entre altres ciutats, creuava la ciutat de Valentia. Aquesta via vertebrava també els pobles de L'Horta Nord de València i arribava fins a l'entrada nord de la ciutat, que en època medieval, a finals del segle xiv, va convertir-se en les torres dels Serrans, a les quals s'accedia pel pont dels Serrans sobre el vell llit del riu Túria.
A les proximitats del carrer de sant Bruno i del carrer de Ruaya han sigut descobertes unes ruïnes ibèriques d'època preromana, és a dir, anterior a la fundació romana de la ciutat l'any 138 aC.
Just a l'inici del carrer, a la vora esquerra del vell llit del riu Túria i just front el pont dels Serrans que dona accés a la Ciutat Vella de València, es va fundar l'any 1603 un convent de l'orde dels agustins descalços sota l'advocació a santa Mònica, l'església del qual es va construir entre 1662 i 1691. Al seu interior, es troba la columna on, segons la tradició, va ser lligat sant Vicent Màrtir quan el portaren des de Saragossa per ser martiritzat a València. Actualment, l'església de Santa Mònica es manté al mateix lloc, i on es trobava el vell convent es va edificar a principis del segle xx la casa asil de les germanetes dels ancians desemparats.
A l'altura de les actuals vies del tramvia, hi havia el convent de Sant Julià, monestir de religioses agustines. Se'n té constància des de 1431 i es creu que va poder ser edificat damunt una antiga mesquita musulmana. Va ser derrocat el 1944 després d'estar uns anys en estat ruïnós a causa d'un incendi durant la Guerra Civil espanyola.
Uns metres més al nord hi ha l'església parroquial de Sant Llàtzer, antiga ermita que queda d'un primitiu hospital per a malalts de lepra que el mateix rei Jaume I va establir ací durant la conquesta cristiana de la ciutat al segle xiii, i que va estar en funcionament fins a 1739.
A pocs pasos de Sant Llàtzer naixia el camí de Montcada, on hi havia una creu que marcava l'inici del camí. Actualment, aquest encreuament ha sigut transformat en intersecció giratòria (encreuament amb el carrer de Maximilià Thous) i s'ha edificat una reproducció de la creu a una de les vores del la rotonda.
L'any 1313, els germans hospitalers de Sant Antoni van adquirir uns terrenys extramurs de la ciutat, junt al camí de Morvedre (actual carrer de Sagunt), a les proximitats del poblat d'Orriols, per construir un xicotet hospital i una ermita dels quals no queda rastre en l'actualitat, però entre 1476 i 1492 es va edificar el convent i l'església de Sant Antoni. Després de la supressió de l'orde, el convent va romandre abandonat des del 1787 fins a 1805, quan els dominics la van fer casa de Sant Antoni i Sant Onofre fins al 1835, en què l'abandonaren, i dos anys després va ser adquirit per monges canonesses regulars de la regla de Sant Agustí per dedicar-lo a sant Cristòfor. El 1899, el van vendre a la congregació dels salesians, que va adaptar el convent per establir-hi una escola primària, ampliant el convent i les instal·lacions. En l'actualitat, forma part del col·legi salesià-Sant Antoni Abat, que s'estén fins a l'avinguda del primat Reig.
A l'altura de l'encreuament amb l'antic camí de Trànsits (actual plaça de don Bosco), estava situada la caseta del "fielato", nom popular de les casetes on es feia el cobrament de les taxes municipals pel trànsit de mercaderies a tots els visitants que volien entrar a la ciutat.
Actualment, el carrer està plenament integrat dins l'entramat urbà de la ciutat i té el sentit del trànsit de vehicles solament en direcció nord (eixida de la ciutat), ja que va quedar excessivament estret per a acollir veïns, viatgers i transport de mercaderies. Per aquesta raó, es va construir l'avinguda de la Constitució en paral·lel al carrer, amb més amplària i amb el trànsit de vehicles solament en sentit sud (entrada a la ciutat). Aquesta via va formar part durant moltes dècades de la carretera N-340, carretera actualment desapareguda de la ciutat de València i de tota la seua àrea metropolitana.